# فاگوارا
فاگوارا (به انگلیسی: Phagwara) یک منطقهٔ مسکونی در هند است که در بخش کپورتهله واقع شده‌است. فاگوارا ۲۰ کیلومتر مربع مساحت و ۱۱۷٬۹۵۴ نفر جمعیت دارد و ۲۳۴ متر بالاتر از سطح دریا واقع شده‌است.